# Ochey
Ochey è un comune francese di 469 abitanti situato nel dipartimento della Meurthe e Mosella nella regione del Grand Est.

## Società

### Evoluzione demografica
Abitanti censiti

## Storia
Durante la prima guerra mondiale dal febbraio 1918 vi era il campo volo del XVIII Gruppo (poi 18º Gruppo caccia) del Regio Esercito Italiano.